# Geovic Mining Corp
Pour les articles homonymes, voir GMC (homonymie).
Geovic Mining Corp, plus couramment Geovic, est une entreprise minière basée à Denver, aux États-Unis. Elle est cotée à la bourse de Toronto (indice: TSX : GMC) et à l'OTC Bulletin Board (indice: OTCBB : GVCM).
Elle détient 60 % de la société Geovic Cameroon (« GeoCam »), une entreprise camerounaise qui détient les droits exclusifs de l'exploitation de cobalt-nickel-manganèse dans une zone de 1 250 km2 de la province de l'Est. Geovic possède entièrement l'entreprise Geovic Energy.